# Fred Valet
 (juillet 2024).
Si vous disposez d'ouvrages ou d'articles de référence ou si vous connaissez des sites web de qualité traitant du thème abordé ici, merci de compléter l'article en donnant les références utiles à sa vérifiabilité et en les liant à la section « Notes et références ».
Fred Valet, de son vrai nom Frédéric Valet, est un journaliste, chroniqueur et écrivain suisse né le 8 mai 1978 à Männedorf (Zurich). Aujourd'hui, il est rédacteur en chef à La Télé et collabore avec l'émission 52 minutes (anciennement 26 minutes) sur RTS Un. Il a également été journaliste musique pour l'émission Paradiso, chroniqueur sur La Première (RTS) et chroniqueur pour Migros Magazine. Il a occupé le poste de responsable éditorial de la télévision privée suisse BeCuriousTV pendant 18 mois, jusqu'en juin 2016, où il a notamment produit et présenté l'émission de débat de société Cause!.
Après avoir commencé sa carrière de journaliste au sein du quotidien vaudois 24 Heures en 2003, il intègre la rédaction du Matin et la rubrique culturelle jusqu'en 2015. En 2013, il sort le récit Jusqu'ici tout va bien aux éditions BSN Press.
De septembre 2017 à décembre 2018, il sera également conseiller artistique et communication de la chanteuse Phanee de Pool.

## Dans les médias
- Chronique hebdomadaire dans le magazine féminin Femina, 2010-2011 [11]
- Chronique humoristique sur l'actualité, en vidéo, pour Le Matin, 2011-2012 [12]
- Journaliste culturel dans le quotidien suisse Le Matin jusqu'en janvier 2015